# 美麗寶
美麗寶國際控股有限公司（英語：Mirabell International Holdings Limited，除牌當時為1179.HK）是一家在香港交易所前上市的鞋類零售商。美麗寶在1986年成立，主要業務是零售及批發鞋類及運動服飾。
2008年2月，百麗國際提出以逾15億元全面收購美麗寶。，現在變成百麗國際旗下公司。

## 相關連結
- mirabell.com.hk （页面存档备份，存于）